# 許廷璠
許廷璠，中國清朝官員，廣西省桂林府臨桂縣（今屬廣西壯族自治區桂林市）人。
許廷璠為康熙五十年（1711年）辛卯舉人。乾隆五年（1740年）接替劉靖，擔任台灣府彰化縣知縣。管轄約今台灣中西部區域。